# Larroque-Toirac
Larroque-Toirac is een plaatsje 13 km stroomopwaarts in de vallei van de Lot vanaf Cajarc.

## Geografie

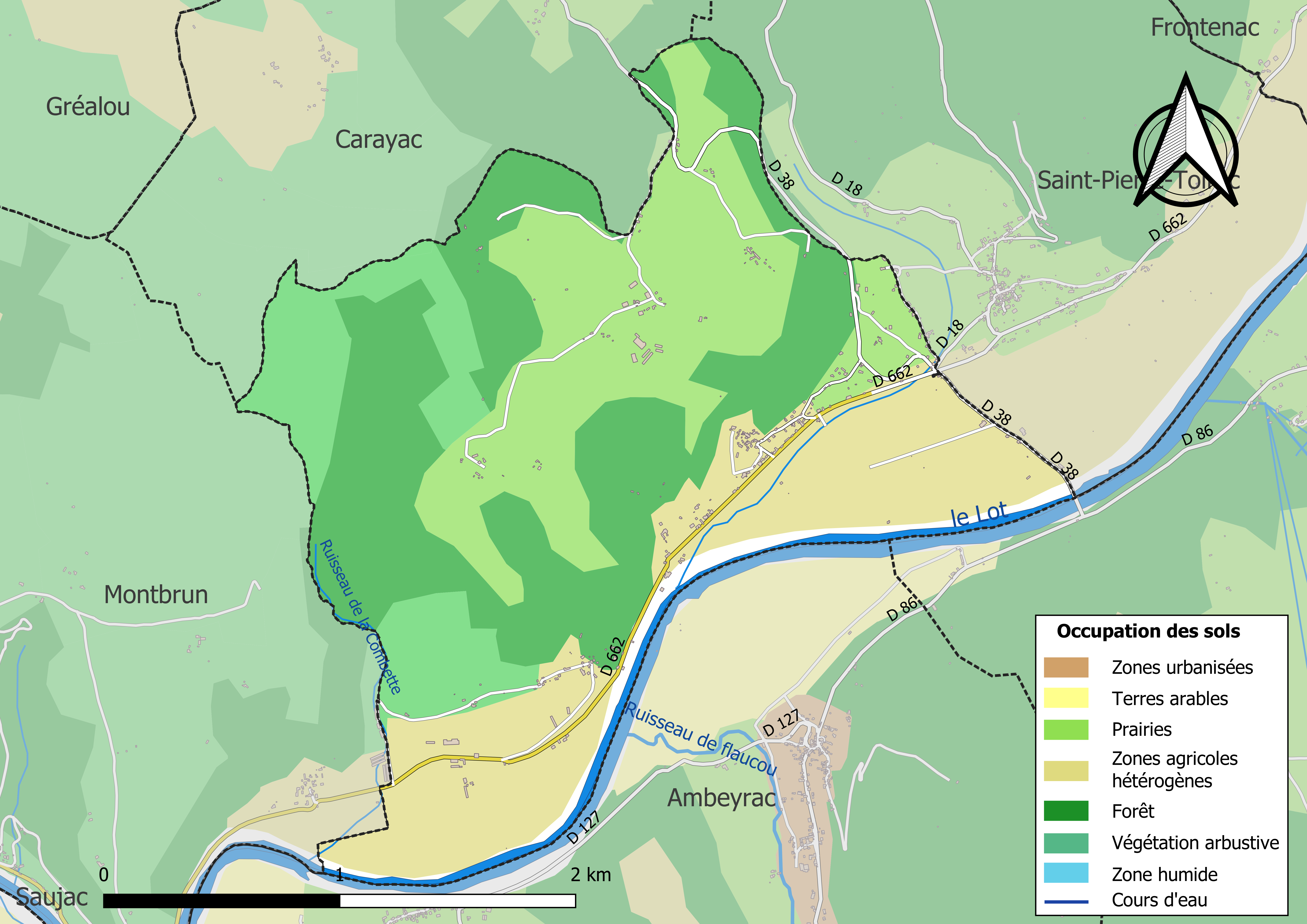
Kaart van de gemeente met de belangrijkste infrastructuur, bodemgebruik en omliggende gemeenten

## Château de Larroque-Toirac
Het 12e-eeuwse kasteel van Larroque-Toirac torent hoog boven het dorp zelf uit. Het is tegen de steile rotswand aan gebouwd en beheerst zo dit deel van de Lot-vallei.

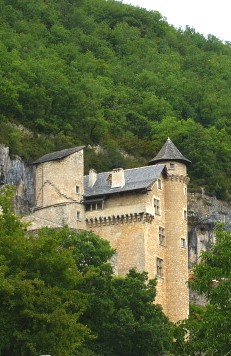
Het kasteel

Het kasteel is door z’n ligging dan ook meerdere malen de inzet van gevechten geweest, in de Honderdjarige Oorlog is het kasteel na vele pogingen ook door de Engelsen bezet. Ondanks dit alles is het meideleeuwse verdedigingswerk in zijn geheel bewaard gebleven.

Aan de twaalfde-eeuwse vesting is in de 15e eeuw een deel toegevoegd. Hierin zijn in de 16e eeuw ook een aantal fresco’s aangebracht.
In de rotsen achter het kasteel zitten nog grotten, waar tekenen zijn gevonden van pre-historische bewoning.

## Andere bezienswaardigheden
Andere bezienswaardigheden in Larroque-Toirac zijn
- de overdekte bron van Mas de Bourrou
- de vele cazelles op de Causse
- de wasplaats van Combelle
- de pigeonnier op palen

## Demografie
Onderstaande figuur toont het verloop van het inwoneraantal van Larroque-Toirac vanaf 1962.
Bron: Frans bureau voor statistiek. Cijfers inwoneraantal volgens de definitie
 population sans doubles comptes (zie de gehanteerde definities)
1. ↑  Populations de référence 2022.